# Heiratsurkunde der Kaiserin Theophanu

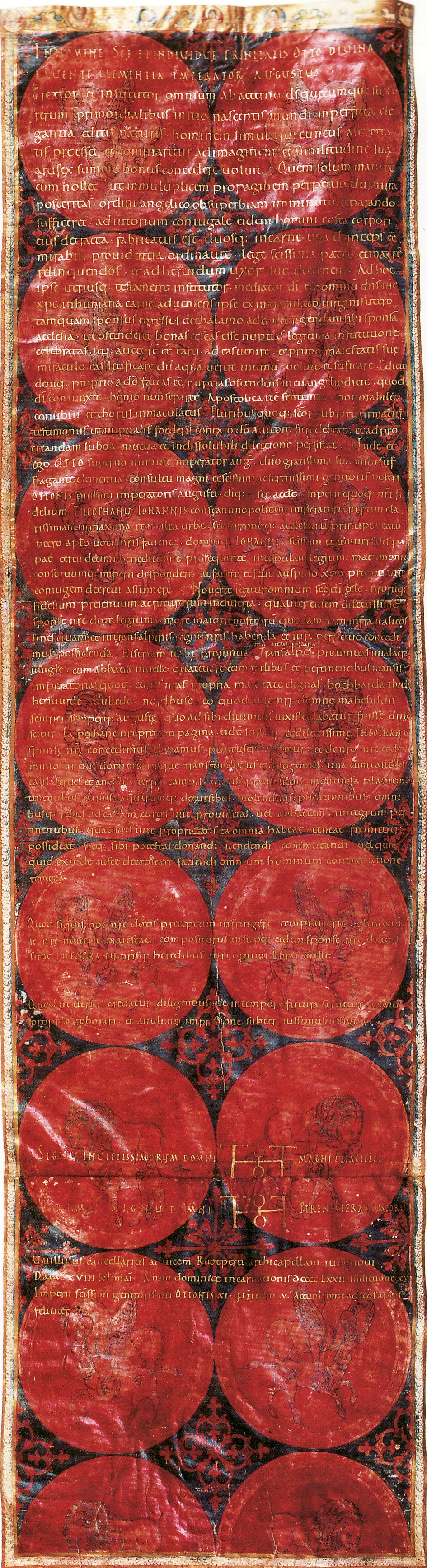
Heiratsurkunde von Theophanu und Otto II.

Die sogenannte Heiratsurkunde der Kaiserin Theophanu (Staatsarchiv Wolfenbüttel 6 Urk 11) ist eine frühmittelalterliche Dotationsurkunde für die byzantinische Prinzessin Theophanu, die aus Anlass ihrer Vermählung mit Kaiser Otto II. im Jahre 972 zur Kaiserin des ostfränkisch-deutschen Reiches gesalbt wurde und später das Reich regierte. Das von Otto II. ausgestellte Rechtsdokument ist ein Beispiel für die politischen und kulturellen Kontakte zwischen dem abendländischen Kaiserreich und dem byzantinisch-orthodoxen Kulturkreis im 10. Jahrhundert. Als Zeugnis ottonischer Kunst unter Einfluss byzantinischer Vorbilder gilt die in einer kalligrafischen Abschrift überlieferte Urkunde als eines der schönsten Kunstwerke der frühmittelalterlichen Diplomatik.

## Historischer Hintergrund
Nach dem Untergang Westroms im Jahr 476 war das Byzantinische Reich der einzige Nachfolgestaat des Imperium Romanum. Die Kaiserkrönung Karls des Großen im Jahre 800, aus byzantinischer Sicht eine Usurpation, bedeutete eine Herausforderung für den in Konstantinopel residierenden Kaiser. Die Übernahme des karolingischen Kaisertitels durch Otto I. im Februar 962 erneuerte das Zweikaiserproblem. 967 verschärften sich die Konflikte zwischen Otto I. und dem byzantinischen Kaiser Nikephoros II. Phokas um die Vorherrschaft in Italien. Am 25. Dezember 967 erhob Papst Johannes XIII. in Rom Otto II. im Beisein seines Vaters Otto I. zum Mitkaiser.
Im Herbst 968 kam es in Capua und Benevent sowie in Apulien zu militärischen Auseinandersetzungen zwischen den Parteien, die bis 970 andauerten. Gleichzeitig versuchten Gesandtschaften beider Seiten eine diplomatische Lösung des Konflikts zu finden. Das Ziel Ottos I. war die Anerkennung seiner Kaiserwürde durch Byzanz und die Klärung der Grenzfragen im Süden Italiens. Die Einigung sollte durch die Heirat seines Sohnes, des jungen Otto II., mit einer byzantinischen Kaisertochter bekräftigt werden. Für diese politisch bedeutsame Hochzeit wünschte man sich eine echte Porphyrogenneta, nämlich Anna, die Tochter des vorherigen byzantinischen Kaisers Romanos II.
Wie schon seine Vorgänger lehnte es Nikephoros jedoch ab, eine Purpurgeborene außerhalb des Imperium Romanum zu verheiraten, da dies bedeuten würde, dass deren Nachkommen einen Anspruch auf die Krone des Imperiums hätten. Der Gesandte Ottos, Erzbischof Gero von Köln, akzeptierte nach zähen Verhandlungen mit dem Nachfolger Nikephoros’, Johannes I. Tzimiskes, schließlich eine Verwandte, wahrscheinlich eine Nichte des neuen Kaisers, die nicht „unter dem Purpur geboren“ worden war, Theophanu.
Die „Heiratsurkunde der Kaiserin Theophanu“ dokumentiert die Vermählung des siebzehnjährigen Mitkaisers des Heiligen Römischen Reiches Otto II. mit der zwölfjährigen Prinzessin Theophanu. Am 14. April 972 vollzog Papst Johannes XIII. die Trauung in der Peterskirche zu Rom. Anschließend wurde die Heirat von den Franken politisch als die Anerkennung des ottonischen Kaisertums durch das Byzantinische Reich gedeutet. Aus Anlass der Hochzeit übertrug Otto II. Theophanu eine umfangreiche materielle Ausstattung (legitima dos) auf Lebenszeit zur Nutzung. Die Prachtentfaltung, mit der das Herrscherhaus der Ottonen die byzantinische Prinzessin in Italien empfing, diente dazu, seine Gleichrangigkeit mit dem Kaiserhof von Konstantinopel zu demonstrieren. Mit der Urkunde wies Otto seiner Braut nicht nur umfangreiche Dotalgüter zu, sondern versprach ihr auch die Aufnahme in das consortium imperii, die Teilhabe an der kaiserlichen Herrschaft über das Reich. Theophanu brachte 980 den Thronerben Otto III. zur Welt und regierte nach dem frühen Tod Ottos II. im Jahre 983 das Kaiserreich.
Theophanu verwahrte das Dokument wahrscheinlich im Oktober 989 vor dem Aufbruch zu ihrem Rom- und Italienzug im ottonischen Familienstift in Gandersheim. Dort wurde es um 1700 von Johann Georg Leuckfeld wiederentdeckt und veröffentlicht. Gottfried Wilhelm Leibniz erkannte als einer der ersten die geschichtliche Bedeutung der Urkunde und nahm sie in seine „Welfengeschichte“ auf. Nach der Säkularisation des Stiftes Gandersheim 1810 kam die Urkunde mit weiteren Archivalien in das Staatsarchiv Wolfenbüttel, heute Abteilung des Niedersächsischen Landesarchivs, wo sie bis heute aufbewahrt wird.

## Innere Merkmale der Urkunde
Zu den inneren Merkmalen einer Urkunde gehört neben der sprachlichen Gestaltung und dem Aufbau des Textes der Rechtsinhalt des Schriftstücks. Die Spannungen zwischen byzantinischem und abendländischem Kaisertum finden auch im Kontext der Heiratsurkunde von Theophanu und Otto II. ihren Ausdruck. Kaiser Otto der Große und sein Sohn und Mitkaiser Otto II. betonen gegenüber dem byzantinischen Kaiser ausdrücklich ihre Stellung als einzige rechtmäßige Nachfolger der römischen Imperatoren. Sie verweigern Kaiser Johannes I. Tzimiskes den ihm zustehenden Titel basileus ton Romaion (Kaiser der Römer) und nennen ihn Constantinopolitanus imperator (Kaiser von Konstantinopel). Der Führungsanspruch des Papstes, der die Trauung vollzog, über den Patriarchen von Konstantinopel in der Gesamtkirche wird in feierlichen und anspruchsvollen Formulierungen deutlich, so wird Papst Johannes XIII. als der „hochheilige und universale Papst“ (Iohannis sanctissimi et universalis papae) bezeichnet.
Die Heiratsurkunde hielt fest, welche Einkünfte und Pfründen die zukünftige Kaiserin haben sollte. Die Urkunde beginnt mit einer Arenga, einer allgemein gehaltenen, theologisch anspruchsvollen, rhetorischen Einleitung in der Art von Predigten, wie sie bei Trauungen gehalten wurden. Im dispositiven Teil der Urkunde, der Beschreibung des eigentlichen rechtlichen Vorgangs, übertrugen die Kaiser – Otto I. und Otto II. – der neuen Gemahlin die kaiserlichen Rechte und Einkünfte aus der Provinz Istrien mit der Grafschaft Pescara in Italien, den Provinzen Walcheren in den Niederlanden und Wichelen in Belgien mit der Abtei Nivelles, insgesamt 14.000 Hufen umfassend, sowie Pfalzen (curtes) und Wirtschaftshöfe in Boppard, Tiel, Herford, Tilleda und Nordhausen mit allem Zubehör.

## Beschreibung
Bei der 144,5 cm langen und 39,5 cm breiten Urkunde handelt es sich um einen Rotulus, der aus drei aneinandergeklebten Pergamentstücken besteht und zusammengerollt wurde. Eine Entstehung in der Reichsabtei Fulda wird vermutet, die Malerei schreibt Hartmut Hoffmann dem sogenannten Gregormeister zu. Eine wissenschaftliche Untersuchung des Purpurpergaments in München ergab 1966, dass für die Färbung Mennige und Färberkrapp (Rubia tinctorum) verwendet wurden, ein Hinweis darauf, dass der Beschreibstoff eher im Westen als im Byzantinischen Reich bearbeitet wurde. Das Dokument ist einer der wenigen Belege für die Verwendung von Krapplack im Frühmittelalter. Der Purpurgrund ist in der Art kostbarer byzantinischer Seidenstoffe gestaltet: 14 ganze und zwei halbe kreisrunde Medaillons hinterblenden das Schriftfeld. Die Flächen außerhalb der Medaillons sind indigofarben und mit pflanzlichen und ornamentalen Motiven gefüllt. Die Medaillons enthalten zoomorphe (tierische) Darstellungen. Jeweils zwei gegenständig angeordnete Paare kämpfender Tiere erscheinen nebeneinander. Abwechselnd sind greifenartige Mischwesen mit Hirschkühen in den Fängen und Löwen, die Pferde oder Rinder schlagen, dargestellt. Die Motive lassen sich bis in die altorientalische Kunst zurückverfolgen.
Das Schriftfeld ist von schmalen goldenen Randleisten mit Akanthusblattmotiven in Blau und Weiß eingefasst. Die obere Leiste enthält neben pflanzlichem und zoomorphem Dekor auch Medaillons mit Halbfiguren: In der Mitte Christus flankiert von Maria und Johannes dem Täufer sowie den vier Evangelisten. Zwischen den Medaillons befinden sich sechs Tierpaare: jeweils abwechselnd Pfauen, die aus einem Kantharos trinken, und Löwen, die von einem Rebstock Trauben fressen. Die Hochzeitsurkunde ist das älteste Beispiel einer illuminierten, das heißt mit Buchschmuck versehenen Urkunde.

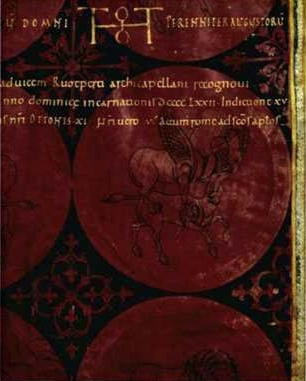
Tierkampfszene mit Teilen des Eschatokolls der Urkunde

Auf dem durch malerische Mittel hervorgehobenen Purpurgrund steht der Text mit Goldschrift in kalligrafischer Minuskel. Die Goldtinte wurde aus einer Legierung von Silber und pulverisiertem Blattgold hergestellt. Einige Zeilen und Worte im Text wurden durch Majuskeln in Capitalis rustica hervorgehoben, zum Beispiel die Invocatio, die Anrufung der heiligen und unteilbaren Dreieinigkeit, und die Intitulatio, der Name und die Titulatur des Ausstellers, die zusammen die Einleitung der Urkunde, das eröffnende Protokoll bilden, sowie die Signumzeilen mit den Monogrammen der Kaiser Otto I. und Otto II.
Der Erhaltungszustand der Theophanu-Urkunde ist gut. Das Pergament hat sich im Laufe der Zeit etwas verzogen und in der Mitte des Dokuments befindet sich eine 15 Zentimeter lange Falte. Es wird in der ständigen Ausstellung des Niedersächsischen Staatsarchivs in einem abgedunkelten Raum in einer klimatisierten Vitrine unter Einhaltung der erforderlichen Temperatur und Luftfeuchtigkeit aufbewahrt und ist der Öffentlichkeit zugänglich.

## Kanzleioriginal oder Prunkabschrift
In der Geschichtswissenschaft und in der Kunstgeschichte ist umstritten, ob die Purpururkunde das rechtlich relevante Original oder eine gleichzeitige bzw. etwas spätere Prunkabschrift ist. Obwohl in der Corroboratio die Beglaubigung durch ein Siegel und durch den Vollziehungsstrich, das Handzeichen des Herrschers in seinem Monogramm, angekündigt wird, ist an der Urkunde weder ein Siegel angebracht noch zeigt sie Spuren einer Besiegelung.
Hans K. Schulze und Hans Goetting halten es für möglich, dass die Urkunde anlässlich der Hochzeitsfeierlichkeiten verlesen und der Braut überreicht wurde. Otto I. soll mit dem feierlichen und rechtserheblichen Akt der Verlesung und Übergabe der Purpururkunde das Ziel verfolgt haben, den Rang Theophanus, die keine purpurgeborene Kaisertochter war, zu steigern. Walter Deeters deutete die im Text als Gliederung vorhandenen Trennpunkte als Lesehilfen, die zeigen, dass die Urkunde zur Verlesung bestimmt war. Die Schriftrolle könnte in diesem Fall nach Art der kaiserlichen byzantinischen Auslandsschreiben mit einer um die Rolle gelegten Schnur verschlossen gewesen sein, deren Enden durch ein Goldsiegel plombiert war.
Bekannte Diplomatiker wie Theodor von Sickel und Carlrichard Brühl und Byzantinisten wie Werner Ohnsorge vertreten die Auffassung, dass die Theophanu-Urkunde in Wolfenbüttel kein Original im Sinne der Diplomatik ist und dass neben dieser Prachtausfertigung auch eine eigentliche Kanzleiausfertigung vorhanden gewesen sein muss, die nicht erhalten ist. Darauf deuten nicht nur das fehlende Siegel der Purpururkunde, sondern auch das untypische Erscheinungsbild der Rekognitionszeile, die mit der Nennung des Namens des Kanzlers eingeleitet und mit dem Wort recognovi abgeschlossen wurde, sowie ein Schreibfehler im Namen des Kanzlers Willigis hin.

## Einordnung und Nominierung zum Weltdokumentenerbe
Im Römischen und Byzantinischen Reich war die Farbe Purpur dem Kaiserhaus vorbehalten. Kaiserurkunden, bei denen der Text mit Goldtinte auf purpurgefärbtem Pergament eingetragen wurde, waren dort Originale mit Besiegelung. Im Westen waren Purpururkunden meist Empfängerausfertigungen von Kanzleioriginalen in normaler Schrift- und Pergamentausstattung. Purpurgetränktes Pergament wurde nur in seltenen Fällen als Beschreibstoff für Urkunden verwendet. Die Theophanu-Urkunde ist eine der prächtigsten und künstlerisch hochwertigsten unter den wenigen erhaltenen Purpururkunden, die auch die zweite ottonische Prunkurkunde, das Privilegium Ottonianum, in der künstlerischen Ausführung übertrifft.
Die Heiratsurkunde wurde im Jahre 2005 zur Aufnahme in das Weltkulturerbe (Weltdokumentenerbe) vorgeschlagen. Die Entscheidung des Internationalen Beraterkomitees (International Advisory Committee) der UNESCO fiel jedoch zu Gunsten des Handexemplars der Brüder Grimm der Erstausgabe der Kinder- und Hausmärchen von 1812/1815 und der Weltkarte Martin Waldseemüllers.